# Колиг, Антон

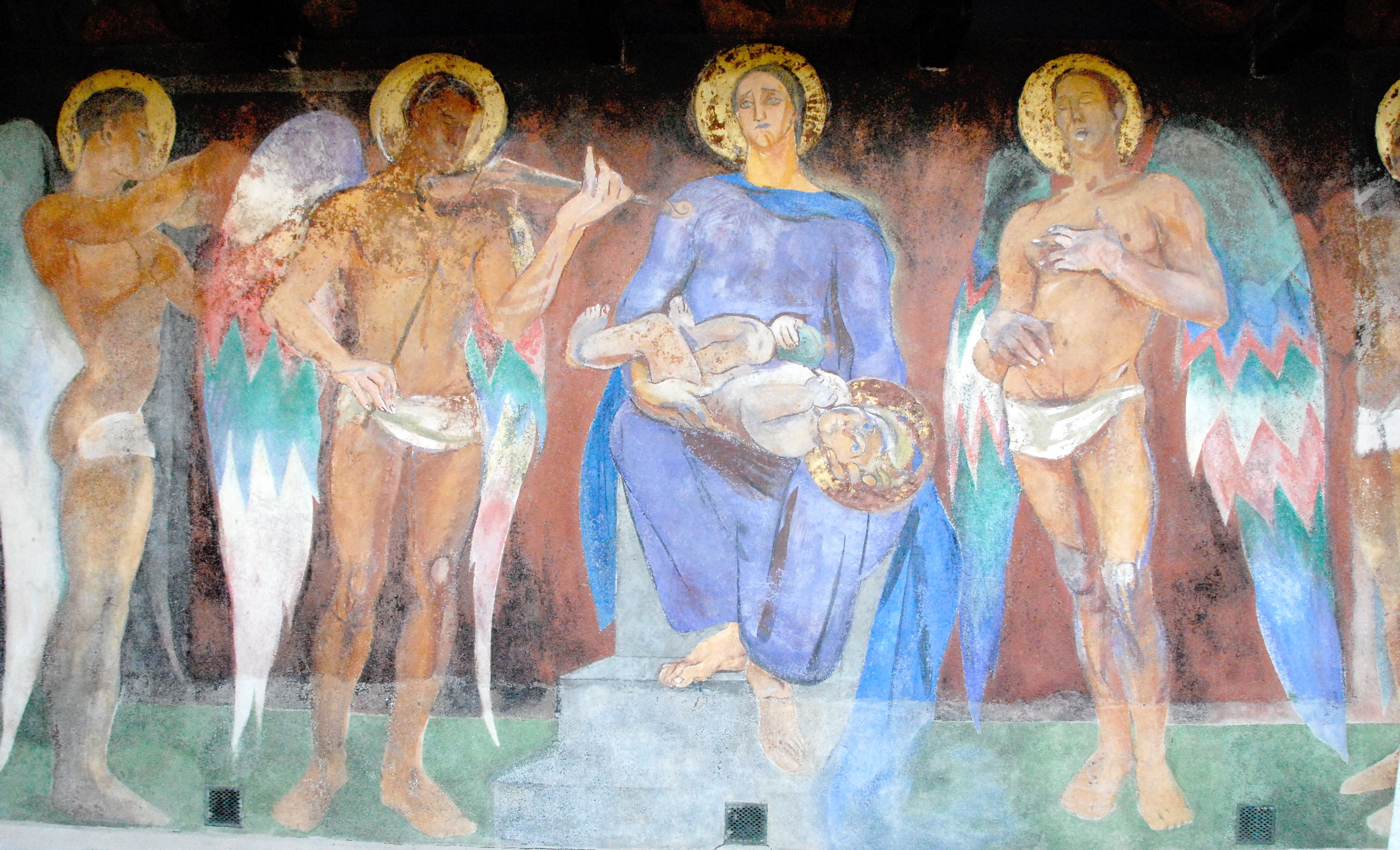
Фрагмент фрески - Мадонна с младенцем и музицирующими ангелами

Антон Колиг (нем. Anton Kolig; 1 июля 1886[…], Нови-Йичин — 17 мая 1950[…], Нёч-им-Гайльталь, Каринтия) — австрийский художник-экспрессионист.

## Биография
Сын салонного художника Фердинанта Колига. В 1904—1907 гг. обучался в Венской школе искусств и ремесел вместе с Оскаром Кокошкой, затем с 1907 года продолжил учебу в Академии изобразительных искусств в Вене под руководством Генриха Лефлера и Алоиса Делуга.
В 1911 году, представленные им на выставке работы привлекли внимание специалистов, которые выделили Колигу стипендию и организовали путешествие во Францию. После начала войны художник вернулся в Австрию.
Во время Первой мировой войны, начиная с 1916 года, находился на военной службе, работал военным художником в Вене.
С 1928 по 1943 год преподаватель, профессор в Штутгарте. В 1944 году в результате бомбардировки был тяжело ранен.
Последние годы своей жизни провёл в Нёч-им-Гайльтале.

## Творчество
Антон Колиг один из наиболее значительных представителей художественной группировки «Колористы Каринтии». Принадлежал к поколению молодых художников, которые чувствовали себя особо связанными с французским искусством 1920-х гг., находясь также в контакте с новыми течениями других европейских стран, в частности Италии.
Ранние рисунки и картины художника, почти исключительно представлены портретами и натюрмортами. В 1916 году он пишет картины на военную тематику, сюжеты связанные с войной, причём большой интерес вызывают портреты генералов и военнопленных.
Позже, значительное место в работах А. Колига занимают изображения обнаженного мужского тела. Он пишет молодых людей, энергичных и сильных, но часто печальных и задумчивых. Как и другие экспрессионисты, живописец воспринимал творчество как способ выражения эмоций.
Кроме того, Антон Колиг — автор крупномасштабной настенной живописи и фресок, таких как, цикл для крематория в Вене (1925), работ на зданиях в Зальцбурге, для дома отдыха в Клагенфурте, которые впоследствии были уничтожены национал-социалистами.
Большинство работ А. Колига погибло при бомбардировке во время Второй мировой войны.
Сейчас некоторые картины художника находится в венском Музее Леопольда.